# Деянов, Иван
Иван Деянов (болг. Иван Деянов; 16 декабря 1937, София — 26 сентября 2018) — болгарский футбольный вратарь и футбольный тренер.

## Биография

### Игровая карьера
Деянов начинал игровую карьеру в «Червено Знамя», в котором отыграл один сезон.
Затем он перешёл в «Димитровград», за который играл в течение 6 сезонов.
В 1963 году перешёл в софийский «Локомотив», в котором отыграл 6 сезонов, став чемпионом с командой в 1964 году. В этом же клубе по окончании сезона 1968/69 он завершил карьеру в возрасте 31 года.
В составе сборной Болгарии был участником чемпионата мира 1966 года, но стал единственным из трёх вратарей в заявке сборной, который не сыграл ни одного матча.

### Тренерская карьера
Работал главным тренером софийского «Локомотива» (юношеской команды) (1971—1976), кувейтского «Аль-Ярмука» (1977) и ливийского «Аль-Ахли» (1977—1978).

### Смерть
Скончался 26 сентября 2018 года в возрасте 80 лет.

## Достижения
«Локомотив» (София)
- Чемпион Болгарии (1): 1963/1964